# Shinya Hatta
Shinya Hatta (født 17. maj 1984) er en japansk tidligere professionel fodboldspiller.
Han har spillet for flere forskellige klubber i sin karriere, herunder Mito HollyHock, Kamatamare Sanuki, FC Ryukyu og Blaublitz Akita.